# Kellan Lutz
Kellan Christopher Lutz, ameriški gledališki, filmski ter televizijski igralec in fotomodel, *15. marec 1985, Dickinson, Severna Dakota, Združene države Amerike.
Najbolje je poznan po vlogi Emmetta Cullena iz filmov Somrak, Mlada luna in Mrk ter prihajajočih nadaljevanj, Jutranja zarja - 1. del ter Jutranja zarja - 2. del. Preden se je zaposlil v igralskem poslu je bil kot fotomodel zaposlen pri podjetju Abercrombie & Fitch.

## Zgodnje življenje
Kellan Lutz se je rodil 15. marca 1985 v Dickinsonu, Severna Dakota, Združene države Amerike, vzgojen pa je bil v Severni Dakoti, Arizoni in Midwestu. Ima tri starejše in tri mlajše brate ter eno mlajšo sestro, ki ji je ime Brittany. S kariero fotomodela je pričel že med trinajstim in štirinajstim letom. Po končani srednji šoli se je preselil v Kalifornijo in se pričel šolati na univerzi Chapman, kjer je študiral kemijo. Ko je kemijo opustil, se je nekaj časa želel zaposliti pri specialni enoti vojne mornarice Združenih držav Amerike, vendar se na koncu ni.

## Kariera
Kellan Lutz je s svojo kariero pričel, ko se je kot fotomodel za obleke podjetja Abercrombie & Fitch, preden se je zaposlil v igralski karieri. Njegova prva igralska vloga je prišla na vrsto leta 2004, ko je dobil vlogo v epizodi televizijske serije The Bold and The Beautiful, malce kasneje istega leta pa še v televizijski seriji Model Citizens. Naslednjega leta je zaigral Chrisa MacNessa v trinajstih epizodah televizijske serije The Comeback in Fordieja v dveh epizodah televizijske serije Življenje na plaži. Istega leta je imel manjše vloge v televizijskih serijah Na kraju zločina: New York in Pod rušo.
Leta 2006 je Kellan Lutz dobil eno izmed glavnih vlog v športni drami režiserke in scenaristke Jessice Bendinger, Vztrajaj. Ostale pomembnejše vloge so dobili igralci Missy Peregrym, Jeff Bridges, Vanessa Lengies, Nikki SooHoo, Maddy Curley, John Patrick Amedori in Mio Dzakula. S tem filmom je doživel svoj preboj. Istega leta je imel manjšo vlogo v komediji Študent naj bo ter sodeloval pri reklami za dišavo Hilary Duff, imenovano  With Love... Hilary Duff. Leta 2007 je igral v filmu Ghosts of Goldfield in televizijskih serijah Na kraju zločina in Heroji. Istega leta je bil tudi gost Bravove televizijske serije Blow Out in posnel videospot za pesem Hilary Duff, »With Love«, poleg tega pa je igral tudi v kalifornijskem gledališču.
Leta 2008 je Kellan Lutz posnel videospot Hinderjevo pesem »Without You« in v Afriki snemal televizijsko serijo Generation Kill, ki je temeljila na knjigi pisatelja Evana Wrighta. Istega leta sta izšla tudi filma Maturantski ples in Vojvodjanka, kjer je imel manjše vloge. Leta 2007 je tudi dobil vlogo Emmetta Cullena v filmu Somrak. Najprej so mu producenti dodelili vlogo Edwarda Cullena, vendar je bil prezaposlen s snemanjem televizijske serije Generation Kill, zato je rajši sprejel manj pomembno vlogo, vlogo Edwarda pa prepustil soigralcu Robertu Pattinsonu. Film, ki je temeljil na istoimenskem romanu pisateljice Stephenie Meyer, je izšel v novembru 2008. Svoj lik, Emmetta Cullena je zaigral tudi v nadaljevanju filma Somrak, filmu Mlada luna. Naslednjega leta je igral Georgea Evansa v CW-jevi televizijski seriji 90210. Leta 2009 je poleg soigralke iz Somraka in bližnje prijateljice Ashley Greene snemal v film Warrior. Leta 2010 je zaigral Deana, »oboževanega srednješolskega norčka«, v filmu Mora v ulici Brestov. Film je izšel aprila tistega leta. Zaigral je tudi Pozejdona v filmu Dawn of War. Je eden izmed igralcev, ki se potegujejo za glavno vlogo v prihajajočem filmu Hansel and Gretel: Witch Hunters. Predlagali so ga tudi za glavno vlogo v filmu Conan the Barbarian, ki pa jo je nazadnje dobil Jason Momoa.
Trenutno ima podpisano pogodbo z založbo Ford Models. Leta 2010 je sodeloval tudi pri kampanji za spodnje perilo Calvin Klein X.

## Zasebno življenje
Kellan Lutz ima rad bordanje, bejzbol, košarko, plavanje, tenis, badminton, plesanje in še veliko drugih športov. Njegova strast je tudi snemanje grozljivk in sam pravi, da bi rad prizore v filmih, kjer navadno potrebujejo kaskaderje, snemal sam.
Kellan Lutz podpira organizacijo PETA, ki se bori za pravice živali; med drugim je posnel tudi posnetek, s katerimi so promovirali posvajanje in ne kupovanje živali.
Podpira tudi trud za ponovno izgradnjo nekaterih stavb v New Orleansu, predvsem projekt St. Bernard.
Je zelo dober prijatelj s sodelavci iz Somraka Ashley Greene, Nikki Reed, Jacksonom Rathbonom, Robertom Pattinsonom in Taylorjem Lautnerjem. Jacksona Rathbona in Ashley Greene, s katerima se še posebej dobro razume, je poznal že pred začetkom snemanja Somraka. Za celotno igralsko ekipo filmov Somrak in Mlada luna, pravi, da se »super razumejo« in da so zares kot družina. Svoj triindvajseti rojstni dan je preživel z igralsko ekipo.
Za svoje vzornike je označil Roberta Redforda, Leonarda DiCapria in svojo mamo.

## Filmografija
| Filmi      | Filmi                      | Filmi             | Filmi                                             |
| Leto       | Film                       | Vloga             | Opombe                                            |
| ---------- | -------------------------- | ----------------- | ------------------------------------------------- |
| 2006       | Vztrajaj                   | Frank             |                                                   |
| 2006       | Študent naj bo             | Dwayne            |                                                   |
| 2007       | Ghosts of Goldfield        | Chad              |                                                   |
| 2008       | Maturanski ples            | Rick Leland       |                                                   |
| 2008       | Vojvodjanka                | Mark Rider        |                                                   |
| 2008       | Somrak                     | Emmett Cullen     |                                                   |
| 2009       | The Forgotten Ones         | Jake              |                                                   |
| 2009       | Warrior                    | Conor Sullivan    |                                                   |
| 2009       | Mlada luna                 | Emmett Cullen     |                                                   |
| 2010       | Mora v ulici Brestov       | Dean Russel       |                                                   |
| 2010       | Meskada                    | Eddie Arlinger    |                                                   |
| 2010       | Mrk                        | Emmett Cullen     |                                                   |
| 2010       | Love, Wedding, Marriage    | Charlie           |                                                   |
| 2011       | Arena                      | David Lord        |                                                   |
| 2011       | Immortals                  | Pozejdon          |                                                   |
| 2011       | Guardians of Luna          | Carson Stone      | v snemanju                                        |
| 2011       | Jutranja zarja - 1. del    | Emmett Cullen     |                                                   |
| 2012       | Jutranja zarja - 2. del    | Emmett Cullen     |                                                   |
| Televizija |                            |                   |                                                   |
| Leto       | Naslov                     | Vloga             | Opombe                                            |
| 2004       | Model Citizens             | On                |                                                   |
| 2004       | The Bold and the Beautiful | Rob               | Ena epizoda                                       |
| 2005       | Na kraju zločina: New York | Alex Hopper       | »Tri-Borough«                                     |
| 2005       | Pod rušo                   | Critter           | »Hold My Hand«                                    |
| 2005       | Življenje na plaži         | Fordie            | »Safe House« »Space Between Us«                   |
| 2005       | The Comeback               | Chris MacNess     | 13 epizod                                         |
| 2007       | Na kraju zločina           | Chris Mullins     | »Empty Eyes«                                      |
| 2007       | Heroji                     | Andy              | »Five Years Gone«                                 |
| 2008       | Generation Kill            | Cpl. Jason Lilley | Miniserija                                        |
| 2008–2009  | 90210                      | George Evans      | 6 epizod                                          |
| 2009       | Valley Peaks               | Kyle McBride      | »Motorcycle Free or Die Hard« »Welcome to the VP« |
| Videospoti |                            |                   |                                                   |
| Leto       | Naslov pesmi               | Izvajalec pesmi   | Opombe                                            |
| 2006       | »With Love«                | Hilary Duff       |                                                   |
| 2008       | »Without You«              | Hinder            |                                                   |